# Associazione Calcio Magenta
Maillots
L’Associazione Calcio Magenta est un club de football de Magenta, dans la province de Milan, en Lombardie.
Fondé en 1945, il est promu en Serie B en 1947-1948.